# Pavlovac (Istočna Ilidža)
Pour les articles homonymes, voir Pavlovac.
Pavlovac (en serbe cyrillique : Павловац) est un village de Bosnie-Herzégovine. Il est situé dans la municipalité d'Istočna Ilidža, république serbe de Bosnie.